# Convention baptiste de Hong Kong
La Convention baptiste de Hong Kong (anglais : Baptist Convention of Hong Kong) est une association chrétienne évangélique d'églises baptistes à Hong Kong. Elle est affiliée à l’Alliance baptiste mondiale. Son siège est situé à Mong Kok. 

## Histoire
La Convention baptiste de Hong Kong a ses origines dans une mission américaine des Ministères internationaux en 1842. Elle est officiellement fondée en 1938 . Selon un recensement de l’association, en 2023 elle disait avoir 164 églises et 114,016 membres.

## Écoles

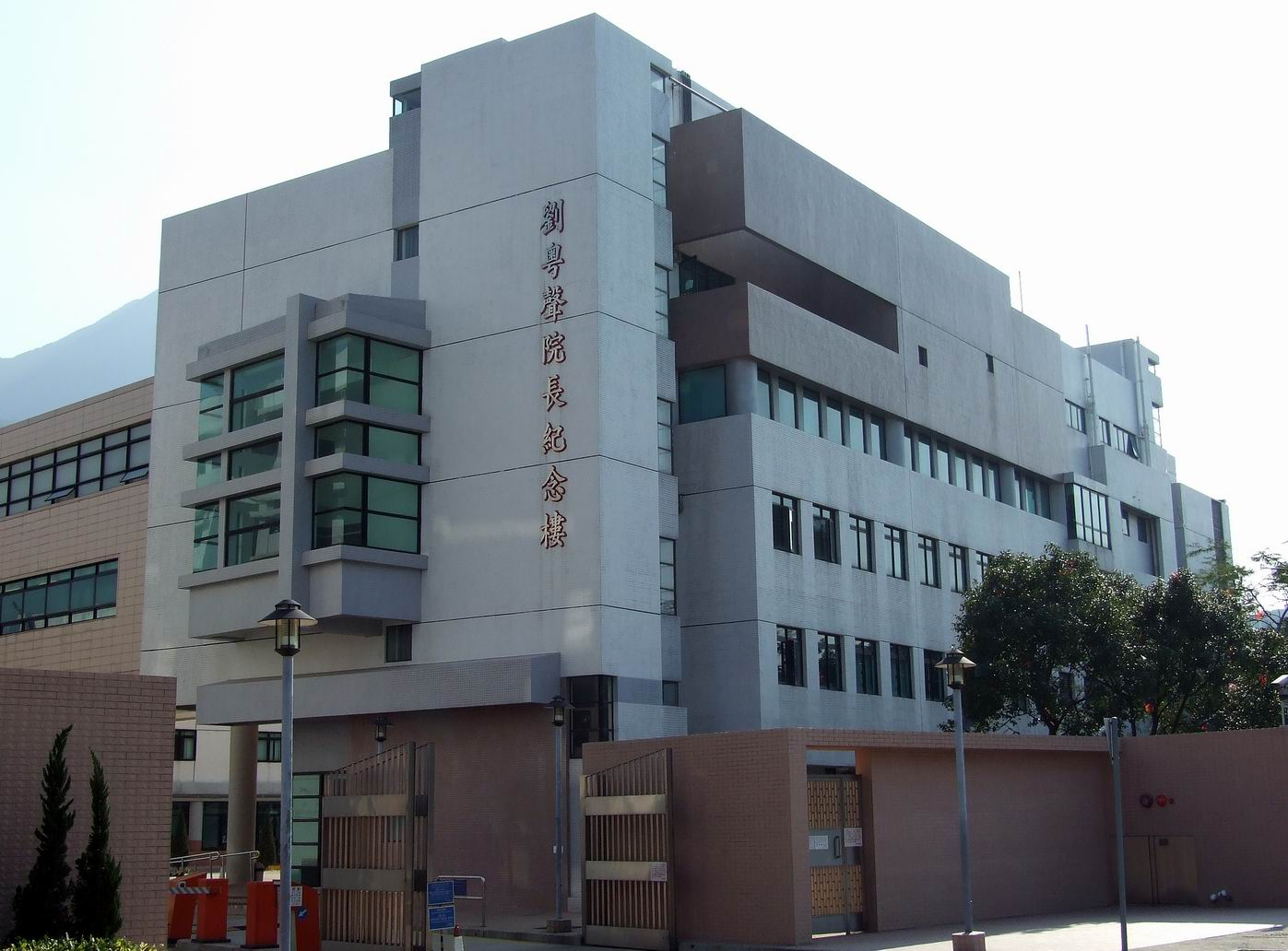
Séminaire théologique baptiste de Hong Kong.

En 1951, elle a fondé le Séminaire théologique baptiste de Hong Kong .  
Elle a également fondé l’Université baptiste de Hong Kong en 1956, devenue une université publique après la recommandation du gouvernement de Hong Kong en 1994.

## Services de santé

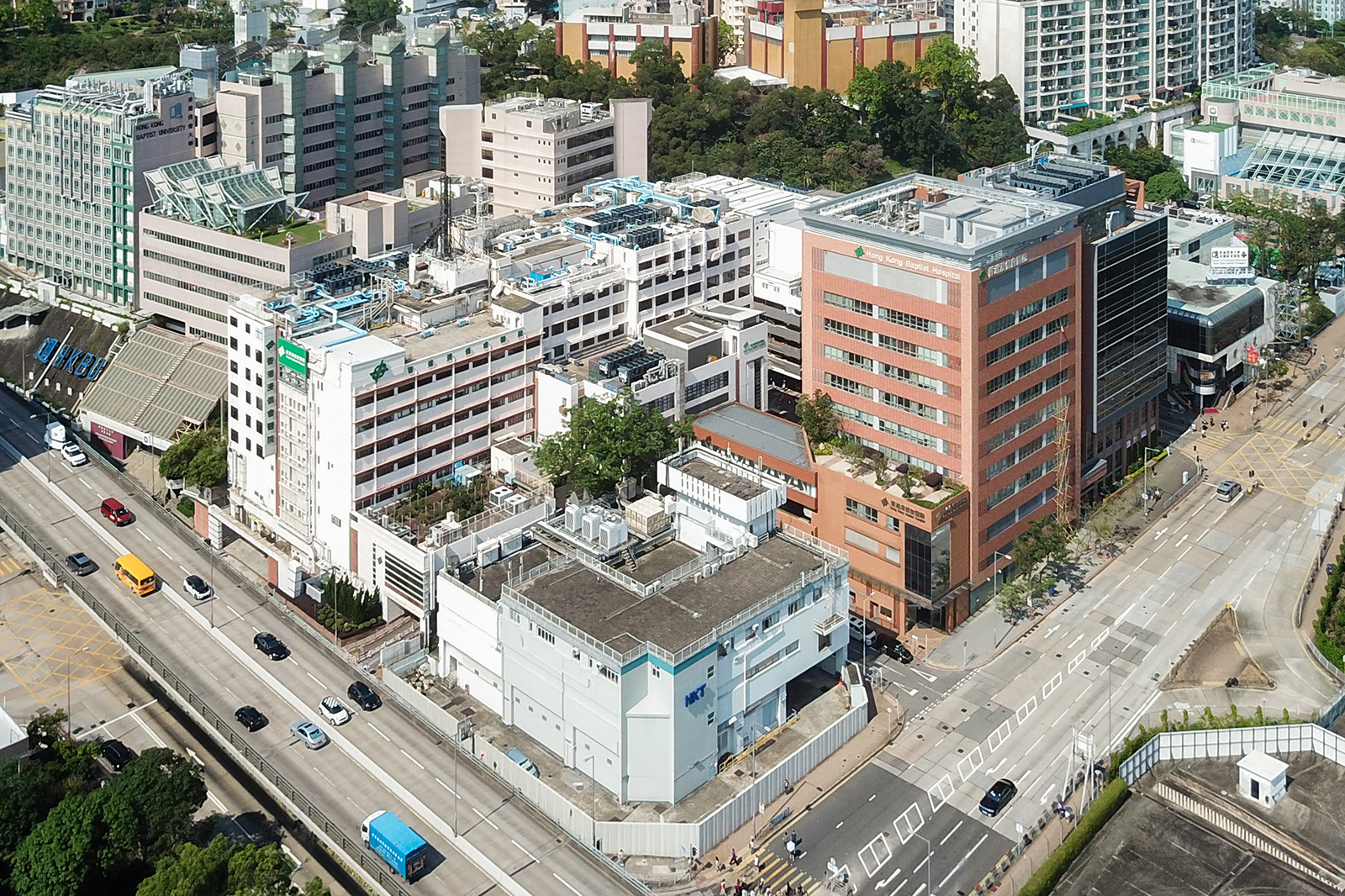
Hôpital baptiste de Hong Kong.

Elle a fondé l’Hôpital baptiste de Hong Kong en 1963.